# Waldemar Niepagenkemper
Waldemar Niepagenkemper (* 1918 in Duisburg; † 2000 in Düsseldorf) war ein deutscher Künstler.

## Leben
Waldemar Niepagenkemper wurde im Jahr 1918 in der heute nordrhein-westfälischen Stadt Duisburg geboren. Zunächst absolvierte er aus Ablehnung der NS-Kunstpolitik eine Lehre als Schaufenstergestalter. In dieser Zeit bildete er sich außerdem über den Besuch der Abendschule fort. Während des Zweiten Weltkrieges wurde Niepagenkemper als Nachrichten-Soldat in Norwegen und Finnland eingesetzt. Im Jahr 1945 kehrte er nach Deutschland zurück.
1946 nahm er ein Kunststudium in der Werkstättengemeinschaft „Der Baukreis“ in Hilden auf. Hier lernte er vor allem bei Gerd Spindler. Diesem Studium schloss sich Unterricht im Akt- und figürlichen Zeichnen bei der Malerin Charlotte Schrenk an. Niepagenkemper engagierte sich neben seiner künstlerischen Arbeit in verschiedenen Künstlervereinigungen, darunter in der Gruppe 53. Waldemar Niepagenkemper starb im Jahr 2000 in Düsseldorf und wurde auf dem dortigen Nordfriedhof beigesetzt.

## Werke (Auswahl)
Bei Waldemar Niepagenkempers Arbeiten handelt es sich vor allem um Ölgemälde, wobei als Untergrund auf Leinwände und Karton gemalt wurde. Insbesondere die gewählten Titel verweisen auf den Bereich der Musik („Sextett-Variationen“, 1994) oder der Natur („Meeresballade Nr. 1“, ab 1961). Immer wieder spielt Niepagenkemper bei seinen Arbeiten mit der Schönheit des vergänglichen Moments. Ausstellungen und Ausstellungsbeteiligungen von Niepagenkemper fanden in folgenden Häusern statt:
- Kunsthalle, Mannheim
- Kunstmuseum, Brüssel
- Völkerkundemuseum, Antwerpen
- Galerie der Stadt Sindelfingen, Sindelfingen
- Städtische Galerie Peschkenhaus, Moers
- Lehmbruck-Museum, Duisburg